# Anthelia hicksoni
Anthelia hicksoni is een zachte koraalsoort uit de familie Xeniidae. De koraalsoort komt uit het geslacht Anthelia. Anthelia hicksoni werd in 1940 voor het eerst wetenschappelijk beschreven door Gohar. 